# Yeogosaeng sijipgagi
Yeogosaeng sijipgagi (여고생 시집가기?), noto anche con il titolo internazionale Marrying School Girl, è un film del 2004 scritto e diretto da Oh Duk-hwan.

## Trama
La sedicenne Pyun-gang è vittima della maledizione di un'antica principessa: dovrà sposarsi entro sedici anni con un ragazzo di nome On-dal, e dare alla luce un figlio entro l'anno successivo, pena la morte. Quando la maledizione si scopre essere autentica, Pyun-gang cerca in ogni modo di obbligare un suo compagno di classe appena trasferito, di nome On-dal, a sposarla e metterla incinta, cosa che però si rivelerà più difficile del previsto.